# آماربرداری جنگل
آماربرداری از جنگل، جمع‌آوری سازگان‌شناسی داده‌ها و اطلاعات جنگل برای ارزیابی یا تجزیه و تحلیل است. تخمین ارزش و کاربردهای احتمالی چوب، بخش مهمی از اطلاعات گسترده‌تر مورد نیاز برای پایداری اکوسیستم‌ها است. هنگام تهیه آمار جنگل، موارد زیر از اهمیت بالایی برخوردارند: گونه، قطر برابر سینه، ارتفاع، کیفیت محل، سن و نقص‌ها. از داده‌های جمع‌آوری‌شده می‌توان تعداد درختان در هر هکتار، سطح مقطع، حجم درختان در یک منطقه و ارزش چوب را محاسبه کرد. موجودی کالا می‌تواند به دلایل دیگری غیر از محاسبه ارزش انجام شود. می‌توان از جنگل بازدید کرد تا چوب‌ها را به صورت بصری ارزیابی کرد و خطرات احتمالی آتش‌سوزی و خطر آتش‌سوزی را تعیین نمود. نتایج این نوع فهرست‌نویسی می‌تواند در اقدامات پیشگیرانه و همچنین آگاهی‌بخشی مورد استفاده قرار گیرد. بررسی‌های حیات وحش را می‌توان همراه با آماربرداری از الوار انجام داد تا تعداد و نوع حیات وحش در یک جنگل مشخص شود. هدف از فهرست‌برداری آماری جنگل، ارائه اطلاعات جامع در مورد وضعیت و پویایی جنگل‌ها برای برنامه‌ریزی استراتژیک و مدیریتی است. صرفاً نگاه کردن به جنگل برای ارزیابی، مالیات‌بندی نامیده می‌شود.

## تاریخچه
بررسی و تهیه فهرست درختان در اواخر قرن هجدهم در اروپا و به دلیل ترس از تمام شدن چوب (منبع اصلی سوخت) آغاز شد. اولین اطلاعات در نقشه‌هایی سازماندهی شدند که برای برنامه‌ریزی استفاده از آنها استفاده می‌شد. در اوایل قرن نوزدهم، جنگلبانان با چشمان خود حجم و پراکندگی درختان را در جنگل‌های کوچک‌تر تخمین می‌زدند. جنگل‌های متنوع‌تر و بزرگ‌تر به بخش‌های کوچک‌تری از درختان مشابه تقسیم شدند که به‌طور جداگانه با بازرسی بصری تخمین زده شدند. این تخمین‌ها با هم مرتبط شدند تا منابع موجود کل جنگل مشخص شود. با پیشرفت قرن نوزدهم، تکنیک‌های اندازه‌گیری نیز پیشرفت کردند. روابط جدیدی بین قطر، ارتفاع و حجم کشف و مورد استفاده قرار گرفت. این روابط تازه کشف‌شده، امکان ارزیابی دقیق‌تر انواع چوب و میزان تولید جنگل‌های بسیار بزرگ‌تر را فراهم کرد. تا سال ۱۸۹۱، این بررسی‌ها از طریق روش‌های مبتنی بر نمونه شامل میانگین‌های آماری انجام شد و دستگاه‌های اندازه‌گیری پیچیده‌تری به کار گرفته شدند. در قرن بیستم، روش آماری نمونه‌گیری به خوبی جا افتاده و مورد استفاده عمومی قرار گرفته بود. پیشرفت‌های بیشتری، مانند نمونه‌گیری با احتمال نابرابر، به وجود آمد. با پیشرفت قرن بیستم، درک ضرایب خطا واضح‌تر شد و فناوری جدید رایانه‌ها همراه با در دسترس بودن عکس‌های هوایی و ماهواره‌ای، این فرایند را بیش از پیش اصلاح کرد. اسکن لیزری هم به صورت زمینی و هم هوایی اکنون در کنار روش‌های دستی بیشتر مورد استفاده قرار می‌گیرد. در نتیجه، دقت نمونه‌برداری و مقادیر ارزیابی دقیق‌تر شدند و امکان ظهور شیوه‌های مدرن را فراهم کردند.
آماربرداری از جنگل فقط ارتفاع، قطر برابر سینه و تعداد درختان را برای محاسبات مربوط به عملکرد درخت ثبت نمی‌کند. همچنین شرایط جنگل را ثبت می‌کند، که ممکن است شامل (برای مثال) زمین‌شناسی، شرایط محل، سلامت درختان و سایر عوامل جنگلی باشد.

## گشت دریایی با چوب

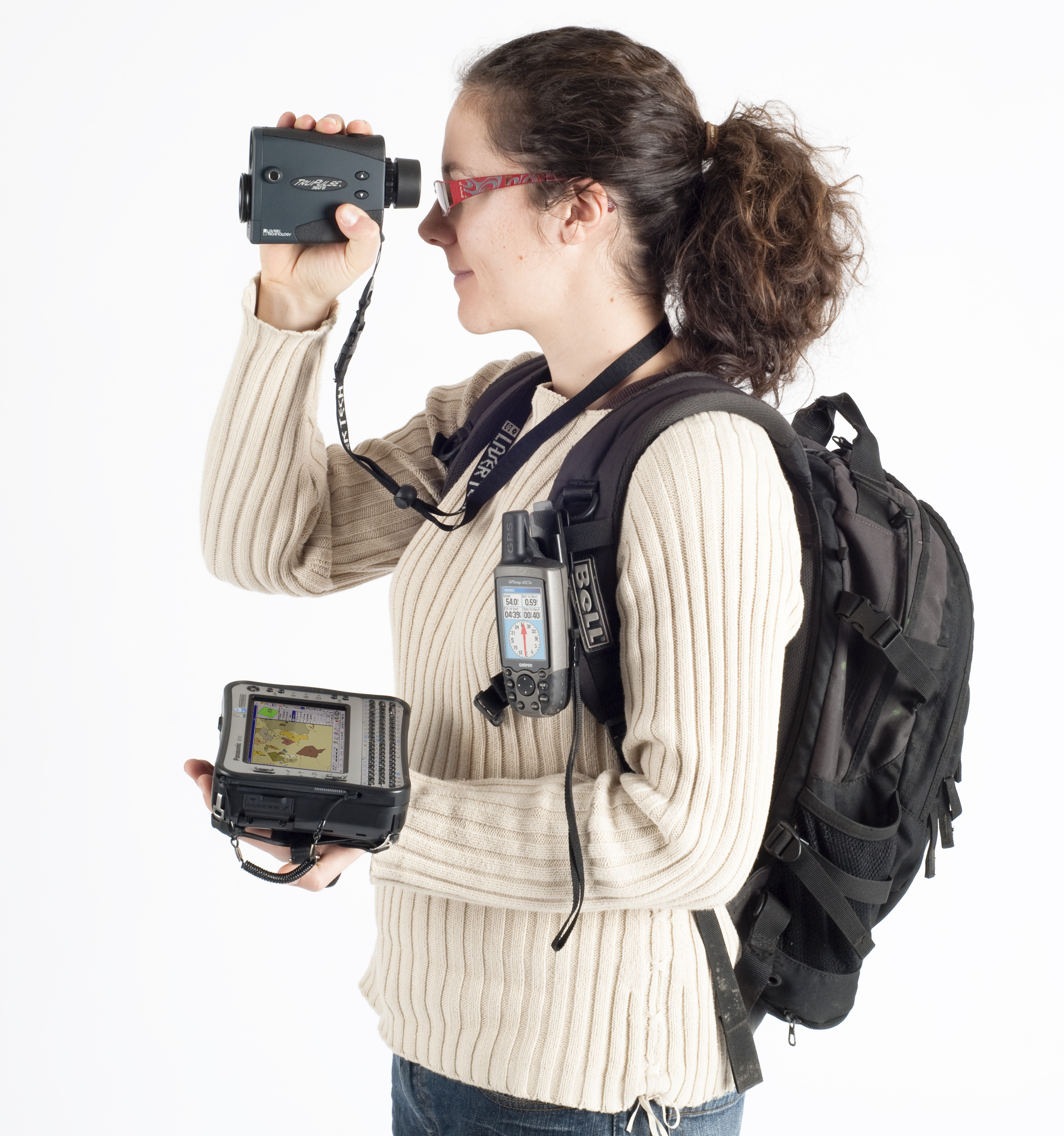
نمونه‌ای از تجهیزات سخت‌افزاری برای آماربرداری از جنگل: سامانه موقعیت‌یاب جهانی و فاصله‌یاب لیزری برای نقشه‌برداری متصل به یک رایانه ستبر.

پیمایش الوار، اندازه‌گیری نمونه‌ای از یک توده چوب است که برای تخمین میزان الوار سرپا در جنگل استفاده می‌شود. این اندازه‌گیری‌ها در مکان‌های نمونه‌برداری به نام قطعات، ربع‌ها یا نوارها جمع‌آوری می‌شوند. هر یک از این مناطق نمونه‌برداری منفرد، یک مشاهده در مجموعه‌ای از مشاهدات است که نمونه نامیده می‌شود. این مناطق نمونه‌برداری معمولاً به صورت تصادفی و معمولاً به شکل یک نقشه خطی ترسیم می‌شوند. بسته به اندازه قطعه زمین و تعداد قطعات اندازه‌گیری شده، داده‌های جمع‌آوری‌شده از این قطعات می‌توانند برای دستیابی به سطوح مختلفی از قطعیت برای تخمینی که می‌تواند برای کل توده چوب اعمال شود، دستکاری شوند. این تخمین از شرایط توده، ترکیب گونه‌ای، حجم و سایر ویژگی‌های اندازه‌گیری شده یک سیستم جنگلی می‌تواند برای اهداف مختلفی مورد استفاده قرار گیرد. برای مثال، در بریتیش کلمبیا، فروش الوار سلطنتی یک پیشنهاد تجاری است و هم خریدار و هم وزارت جنگل‌ها و مراتع (فروشنده) باید از کمیت و کیفیت الوار فروخته شده مطلع باشند. به‌طورکلی، یک سفر اکتشافی برای جمع‌آوری الوار شامل اندازه‌گیری یا تخمین حجم الوار بر اساس نوع (و گاهی درجه) محصولات جنگلی، نقص الوار و طول الوار است، چه این تخمین‌ها در محل انجام شوند و چه با استفاده از نرم‌افزارهای کامپیوتری.

## انتخاب طرح
قطعات نمونه، نمونه‌هایی از جنگل هستند که آماربرداری می‌شوند و بنابراین بر اساس آنچه مورد نظر است انتخاب می‌شوند.
نمونه‌گیری تصادفی ساده: از یک مولد اعداد تصادفی رایانه‌ای یا ماشین‌حساب برای اختصاص دادن نمودارهایی که باید نمونه‌برداری شوند، استفاده می‌شود. در اینجا تصادفی بودن به معنای شانس برابر برای انتخاب هر نمودار از بین تمام نمودارهای موجود است. به معنای بی‌دقتی و بی‌دقتی نیست. اغلب برای جلوگیری از جاده‌های نمونه‌برداری، اطمینان از پوشش مناطق نمونه‌برداری نشده و برای تدارکات رسیدن به قطعات، اصلاح می‌شود.
نمونه‌برداری سیستماتیک: معمولاً این کار با انتخاب یک نقطه تصادفی و سپس قرار دادن یک شبکه روی نقشه منطقه مورد نظر برای نمونه‌برداری انجام می‌شود. این شبکه دارای مناطق از پیش تعیین‌شده‌ای برای نمونه‌برداری خواهد بود. این به معنای لجستیک کارآمدتر است و برخی از سوگیری‌های انسانی را که ممکن است با نمونه‌گیری تصادفی ساده وجود داشته باشد، از بین می‌برد.
نمونه‌گیری طبقه‌بندی‌شده سیستماتیک: رایج‌ترین نوع موجودی، موجودی است که از تکنیک نمونه‌گیری تصادفی طبقه‌بندی‌شده استفاده می‌کند. شامل اولین گروه‌بندی بر اساس رده‌های سنی یا ویژگی‌های خاک یا ارتفاع شیب است. و سپس قطعات نمونه از هر گروه‌بندی با استفاده از یک تکنیک نمونه‌گیری دیگر انتخاب می‌شوند. ابتدا نیاز به آشنایی با زمین و همچنین اطمینان از انجام صحیح گروه‌بندی‌ها دارد. در جنگلداری می‌توان این کار را برای جدا کردن مناطق کشتزار از جنگل‌های مختلط انجام داد تا زمان نمونه‌برداری مورد نیاز کاهش یابد.
نمونه‌گیری خوشه‌ای سیستماتیک: وقتی امکان ایجاد طبقات برای نمونه‌گیری طبقه‌بندی‌شده وجود ندارد، ممکن است دانشی در مورد جنگل وجود داشته باشد که در آن بتوان گفت گروه‌بندی‌های کوچک امکان‌پذیر است. این گروه‌های کوچک از قطعات زمین، اگر نزدیک به یکدیگر باشند، یک خوشه (کلاستر) را تشکیل می‌دهند. سپس این خوشه‌ها به‌طور تصادفی با این باور که نمایانگر ترکیب واقعی جنگل هستند، نمونه‌برداری می‌شوند. از آنجایی که آنها به یکدیگر نزدیک هستند، پیاده‌روی کمتری لازم است و بنابراین کارآمدتر است.

## انواع قطعات نمونه
در یک قطعه زمین با شعاع ثابت، جنگلبان مرکز قطعه زمین را پیدا می‌کند و هر درختی که در فاصله ثابتی از آن نقطه قرار دارد، اندازه‌گیری می‌شود. اندازه‌گیری‌های نمونه به گونه‌ای انجام می‌شود که کسری از کل توده چوب باشند. این بدان معناست که اعداد همگی متناسب با مقادیر واقعی پایه هستند و با ضرب کردن آنها در مقدار صحیح مربوطه، می‌توانید مقادیر واقعی قطعه زمین را بدست آورید. این نمودارها به صورت تصادفی انتخاب می‌شوند، به طوری که هر نقطه نمونه احتمال برابری برای قرار گرفتن در نمونه تصادفی داشته باشد. اغلب، از نمودارهای دایره‌ای استفاده می‌شود زیرا فقط به اندازه‌گیری شعاع نیاز دارد. معمولاً از قطعات ده هکتاری استفاده می‌شود (۳۷٫۲ شعاع فوت).
یک قطعه زمین با اندازه متغیر بیشتر به اندازه درختان وابسته است. این قطعه زمین بر اساس مجموعه‌ای از نقاط اندازه‌گیری می‌شود و درختان بسته به اندازه و موقعیت مکانی‌شان نسبت به مرکز قطعه زمین، از نظر قرارگیری در داخل یا خارج از آن، شمارش می‌شوند. معمولاً برای جمع‌آوری داده‌ها برای این نوع نمودار از یک زاویه‌سنج، منشور گوه‌ای، توناگمتر یا رلاسکوپ استفاده می‌شود. این امر امکان تخمین بسیار سریع حجم و گونه‌های یک قطعه زمین مشخص را فراهم می‌کند.
ترانسکت‌ها خطوطی هستند که به صورت دلخواه (برای جلوگیری از سوگیری در نمونه‌برداری) از میان یک توده گیاهی عبور داده می‌شوند و به عنوان شکل خطی قطعه نمونه به کار می‌روند. گاهی اوقات به آنها «خطوط نواری» گفته می‌شود.

## معیارهای چوب
مقدار چوب سرپا که یک جنگل دارد از رابطه زیر تعیین می‌شود:
- رده سنی (رده سایز). این یک نام‌گذاری نادرست است، زیرا در زبان آلمانی است و به‌طور صحیح باید اندازه درخت باشد که ممکن است توسط سایه روی آن محدود شود و لزوماً سن بیولوژیکی و در نتیجه فیزیولوژیکی درخت نیست. این تمایز در صورتی مهم است که مالک یا جنگلبان انتظار داشته باشد رشد درخت در طول زمان منجر به تولید چوب شود، زیرا یک درخت کوچک و پیر با یک درخت کوچک و جوان متفاوت رشد خواهد کرد. معمولاً این رده‌های سنی به موارد زیر تقسیم می‌شوند: نهال، نونهال، تیرک، درخت بالغ (که به مراحل چوب ضعیف، چوب متوسط و چوب قوی تقسیم می‌شود)، درخت پیر/پیر. گاهی اوقات به آن کلاس اندازه یا گروه سنی گفته می‌شود. بین کشورها و جنگل‌ها تفاوت‌هایی وجود دارد.
- مساحت پایه - مساحت بخش معینی از زمین را که توسط مقطع تنه و ساقه درختان در پایه آنها اشغال شده است، تعریف می‌کند.
- قطر در ارتفاع سینه - اندازه‌گیری قطر درخت که در کشورهای مختلف با استانداردهای مختلف استاندارد شده است، اغلب در ارتفاع ۱٫۳ متری (حدود ۴٫۵ فوت) از سطح زمین قرار دارد.
- ضریب شکل - شکل درخت، بر اساس درختان ثبت شده و معمولاً برای محاسبه حجم درختان برای یک گونه معین داده می‌شود. معمولاً مربوط یا رده سنی است. این با تیپر متفاوت است.[۴] بنابراین می‌تواند به عنوان مثال مخروطی یا سهموی باشد.
- کلاس فرم ژیرار - عبارتی برای اندازه‌گیری مخروطی بودن درخت که به صورت نسبت قطر داخلی پوست درخت در ارتفاع ۴ متر از سطح زمین به قطر خارجی پوست درخت در ارتفاع برابر با قطر داخلی درخت محاسبه می‌شود، این عبارت اولیه برای بیان فرم درخت در ایالات متحده است.
- قطر متوسط درجه دوم - قطر درخت که با مساحت پایه درخت هماهنگ است
- شاخص رویشگاه - معیاری مختص گونه از بهره‌وری رویشگاه و گزینه‌های مدیریتی، که به صورت ارتفاع درختان غالب و هم غالب (درختان رویشگاه) در یک توده با سن پایه مانند ۲۵، ۵۰ و ۱۰۰ سال گزارش می‌شود.
- مخروطی شدن درخت - میزان کاهش قطر ساقه یا تنه درخت به عنوان تابعی از ارتفاع از سطح زمین؛ بنابراین می‌تواند ناگهانی یا تدریجی باشد.

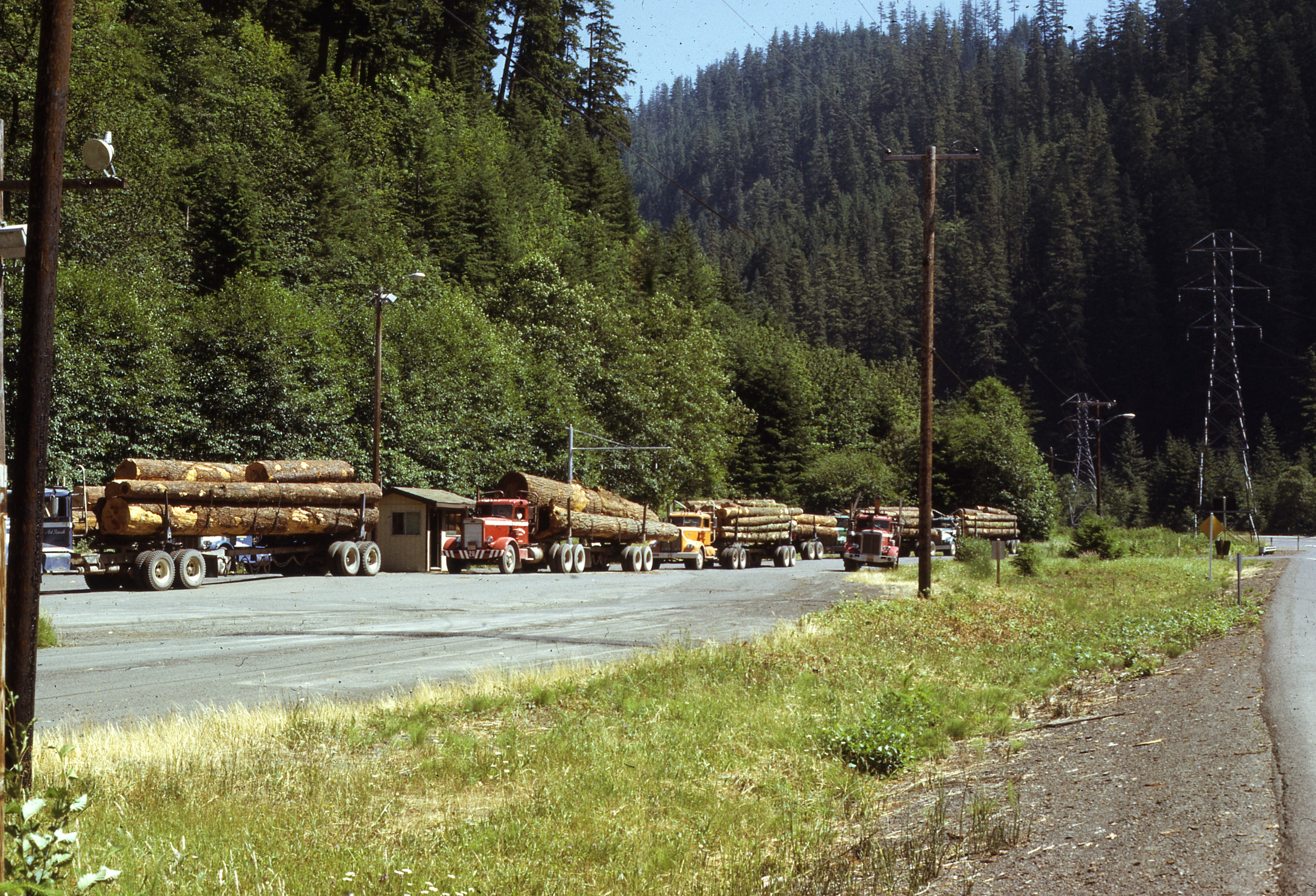
کامیون‌های حمل الوار در ایستگاه سنجش وزن می‌شوند.

## مقیاس‌بندی
حجم ناخالص و خالص چوب را می‌توان از طریق فرایند مقیاس‌بندی نیز تعیین کرد. طبق اعلام مرکز خدمات مدیریت جنگل‌های وزارت کشاورزی ایالات متحده، از مقیاس‌بندی برای تعیین حجم کنده‌ها پس از برداشت استفاده می‌شود. حجم برای تعداد مشخصی از کنده‌ها، مانند بار یک کامیون حمل کنده، تخمین زده می‌شود. یک نرخ پولی از پیش تعیین‌شده برای نوع محصول چوبی یا گونه درخت تعیین می‌شود که سپس در حجم ضرب می‌شود. حجم بر اساس قوانین تعیین‌شده برای در نظر گرفتن نقص و اندازه‌گیری طول و قطر کنده‌های برداشت‌شده تعیین می‌شود. نوع دیگری از مقیاس‌بندی، مقیاس‌بندی وزنی، امکان تعیین حجم محصول برداشت‌شده را بر اساس وزن کل محصول فراهم می‌کند که بر اساس گونه درخت متفاوت است. یکی از مزایای فرضیِ مقیاس‌بندی به جای پیمایش چوب برای تعیین حجم چوب، پتانسیل افزایش دقت حجم و کاهش نیاز به نیروی انسانی است، زیرا قیمت پرداختی برای محصول بر اساس برش حجم است نه حجم ارزیابی شده، و نیاز به پیمایش چوب برای تخمین حجم را کاهش می‌دهد. این موضوع در گزارش وزارت منابع طبیعی مینه سوتا در سال ۲۰۱۱ به کمیته‌ها و بخش‌های سیاست‌گذاری و مالی منابع طبیعی مجلس نمایندگان و سنا نشان داده شد.

## تخمین حجم
- تراکم - معیار کمی از مساحت اشغال شده توسط درختان نسبت به سطح بهینه یا مطلوب تراکم، که بسته به هدف مدیریت متفاوت خواهد بود.
- شاخص تراکم توده - معیاری از تراکم درختان در یک توده بر اساس تعداد درختان در واحد سطح و قطر برابر سینه درخت با سطح مقطع متوسط، بر اساس سوابق تاریخی و مختص نوع و گونه رویشگاه
- جدول حجم - نموداری مبتنی بر معادلات حجم که از همبستگی بین جنبه‌های خاصی از یک درخت برای تخمین حجم سرپا استفاده می‌کند.
- نمودار مدیریت تراکم توده - مدلی که از تراکم فعلی توده برای پیش‌بینی ترکیب توده‌های آینده استفاده می‌کند

حجم را می‌توان از معیارهای ثبت شده در یک نمونه قطعه زمین محاسبه کرد. برای مثال، اگر درختی به ارتفاع ۲۰ متر و قطر برابر با ۱۹ متر اندازه‌گیری شده باشد، سانتی‌متر با استفاده از داده‌های اندازه‌گیری شده قبلی درخت، می‌توان حجم را بر اساس گونه‌ها تقریب زد. چنین جدولی توسط جوزف پولانشوتز در اتریش ساخته شده است.
حجم درخت = BA X hxf گرده افشانی
بنابراین از جدول استخراج می‌شود و به درستی ضریب فرم نامیده می‌شود.
برای افزایش این مقدار به سطح هکتار، نتیجه باید در تعداد درختان به آن اندازه ضرب شود. به این عامل، عامل انفجار می‌گویند.

## ابزارهای مورد استفاده در انبارداری
- چوب بیلتمور - از مثلثات چشمی برای اندازه‌گیری سریع قطر و ارتفاع استفاده می‌کند.  شکل ، اصول مثلثاتی چشمیِ پشتِ چوبِ بیلتمور را نشان می‌دهد.

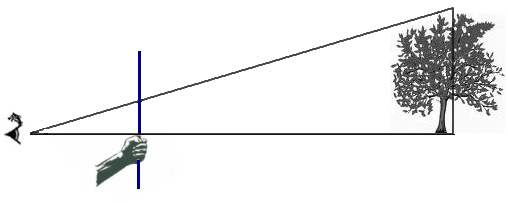
شکل ، اصول مثلثاتی چشمیِ پشتِ چوبِ بیلتمور را نشان می‌دهد.

- نوار قطری - نوار پارچه‌ای یا فلزی که دور میله پیچیده شده و قطر آن بر اساس مقیاس مشخص شده است.
- کولیس درخت - دو شاخک متصل به یک نوار یا چوب اندازه‌گیری که در اطراف متوسط‌ترین قسمت تنه قرار می‌گیرند تا قطر آن تعیین شود.
- رلاسکوپ - ابزاری چند منظوره که قادر به یافتن ارتفاع درخت، سطح مقطع و قطر درخت در هر کجای تنه درخت است.
- شیب‌سنج - ابزار رایجی که برای اندازه‌گیری تغییرات ارتفاع و ارتفاع درخت استفاده می‌شود.
- چوب ماهیگیری - برای تخمین تعداد قطعات الوار تولید شده از یک قطعه الوار مشخص استفاده می‌شود.
- اسکنر لیزری به همراه نرم‌افزار کامپیوتری برای محاسبه معیارها از داده‌های جمع‌آوری‌شده با استفاده از لیدار.[۶]
- منشور گوه‌ای - یک گوه شیشه‌ای کوچک که نور را می‌شکند تا انحراف‌های قابل مشاهده‌ای ایجاد کند تا بتوان انتخاب کرد که کدام درختان در یک نقطه نمونه‌برداری باید در نمونه گنجانده شوند.
- جمع‌آوری‌کنندهٔ داده‌ها - دستگاهی الکترونیکی که برای وارد کردن سریع داده‌های نمونه، تعیین موقعیت جغرافیایی داده‌ها و در دوران مدرن‌تر، برای دسترسی به منابع مرجع، وب و منابع تاریخی در حین کاوش چوب استفاده می‌شود.[۷]
- مته افزایشی - وسیله‌ای که برای بازیابی نمونه استوانه‌ای از مواد چوبی به صورت قائم از ساقه استفاده می‌شود و در عین حال کمترین آسیب ممکن را به بافت‌های باقی مانده وارد می‌کند.[۸]

در سال ۲۰۱۴، سازمان خواربار و کشاورزی ملل متحد و شرکا، با حمایت دولت فنلاند، باز کردن فوریس را راه‌اندازی کردند. بایگانی‌شده  در ۲۰۲۲-۱۰-۰۶ توسط Wayback Machine – مجموعه‌ای از ابزارهای نرم‌افزاری متن‌باز که به کشورها در جمع‌آوری، تولید و انتشار اطلاعات قابل اعتماد در مورد وضعیت منابع جنگلی کمک می‌کند. این ابزارها از کل چرخه حیات موجودی، از ارزیابی نیازها، طراحی، برنامه‌ریزی، جمع‌آوری و مدیریت داده‌های میدانی، تجزیه و تحلیل تخمین و انتشار، پشتیبانی می‌کنند. ابزارهای پردازش تصویر سنجش از دور و همچنین ابزارهایی برای گزارش‌دهی بین‌المللی برای REDD+ MRV و ارزیابی‌های منابع جنگلی جهانی در این مجموعه گنجانده شده است. بایگانی‌شده  در ۲۰۱۵-۰۸-۱۴ توسط Wayback Machine.